# 出水海軍航空隊
出水海軍航空隊(いづみかいぐんこうくうたい)は、日本海軍の部隊・教育機関の一つ。太平洋戦争開戦後の航空要員大量養成のため、初歩練習部隊として設置した。翌年には整備訓練航空隊を増設した。前述の航空隊を「第一出水海軍航空隊」、後述の航空隊を「第二出水海軍航空隊」と呼称した。なお、本稿では第一出水航空隊が移転して初歩訓練任務を継承した「光州海軍航空隊（こうしゅうかいぐんこうくうたい）」もあわせて述べる。

## 第一出水海軍航空隊
鹿児島県出水郡出水町から高尾野町にかけての水田地帯を収用し、昭和15年に出水飛行場を構築した。当初は鹿屋飛行場や大村飛行場の補助飛行場としての役割が強かったが、飛行要員の急速・大量養成のために既存の予備飛行場も活用することになり、出水飛行場にも初歩練習部隊の設置が行われた。阿川弘之の「雲の墓標」（1956年）の主人公である海軍予備学生が訓練を行った地でもある。
- 昭和18年（1943年）

4月15日　開隊。第十二連合航空隊に編入。
- 昭和19年（1944年）

3月15日　国分分遣隊を設置。
3月1日　鹿児島海軍航空隊卒業の甲飛12期入隊（飛練37期）、5月卒業。
7月28日　鹿児島空卒業の甲飛13期入隊（飛練40期）
8月15日　国分分遣隊、国分海軍航空隊に昇格。
9月20日　土浦海軍航空隊卒業の甲飛13期入隊（飛練41期)。
10月1日　宮崎飛行場を原隊とする第七六三海軍航空隊が出水で開隊。20日の出撃まで銀河の慣熟訓練に従事。
- 昭和20年（1945年）

2月11日　解隊。光州に移転。
天号作戦・菊水作戦に備え、鹿児島県下の海軍飛行場には実施部隊の展開が推進されることになり、出水の訓練部隊は諸施設を実施部隊に譲渡することになった。末期に訓練中止を余儀なくされる航空隊が続出する中、出水空は朝鮮半島へ退避のうえで訓練の続行が認められ、光州海軍航空隊（後述）を立ち上げ、終戦まで部隊を維持した。

### 主力機種
- 九三式中間練習機、紫電、零戦、雷電、彩雲、彗星、銀河、九六式陸攻、一式陸攻

### 歴代司令
- 美濃部貞功 大佐：昭和18年4月15日-
- 不詳：昭和18年8月5日-
- 高尾儀六：昭和19年10月-昭和20年2月11日光州移転後も留任

## 第二出水海軍航空隊
昭和19年2月1日、大量に動員した予科練甲飛14期生の整備科候補生を振り向けるために、人吉海軍航空隊の設置と同時に出水飛行場に分遣隊を増設した。半年を経て独立し、第二出水空となった。飛行訓練は開隊時には凍結されており、飛行兵としての採用がほぼ絶望視されていた時期である。出水飛行場の西端に兵舎・教練場を設置し、整備訓練・教育に従事した。
- 昭和19年（1944年）

2月1日　人吉海軍航空隊出水分遣隊設置。
8月15日　独立開隊。第十八連合航空隊に所属。
- 昭和20年（1945年）

3月1日　十八連空解散、佐世保鎮守府隷下第二十二連合航空隊に移籍。
4月8日　B-29による飛行場への爆撃開始。28日まで計8回実施。
6月1日　整備訓練教育凍結。本土決戦用地上戦部隊に変更。
7月10日　解隊。
燃料の払底、沖縄の陥落と本土決戦の準備のため、整備教育訓練は凍結され、陸戦要員としての訓練を余儀なくされた。訓練生は鹿児島県内の実施部隊に振り向けられ、戦場に投入されることなく終戦を迎えた。

### 主力機種
訓練用教材として各種機材が用いられ、飛行訓練・実戦に使用できる機体は保有していない。

### 歴代司令
- 江川憲治（昭和19年8月15日-）
- 高田満（昭和20年4月-）
- 鹿島竹千代（昭和20年5月-昭和20年7月10日解隊）

## 戦後の出水基地

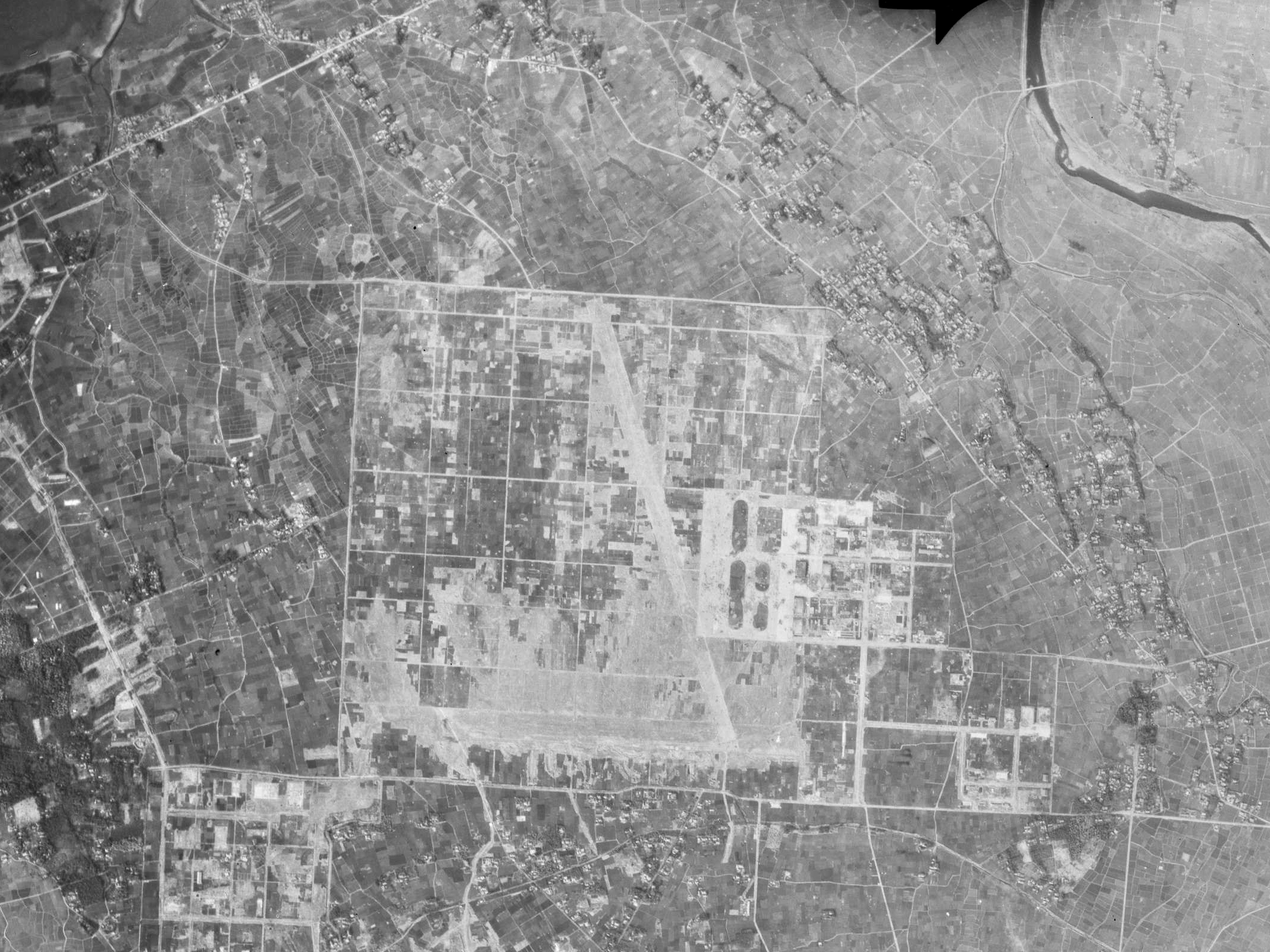
出水海軍航空隊基地跡の空中写真（1948年）

沖縄戦にともない、出水飛行場に駐留した実施部隊は特攻作戦を連日のように仕掛けた。これらの作戦により２６０人以上の特攻隊員が戦死した。米軍も断続的に出水を含む鹿屋・笠之原・人吉・都城の各飛行場への爆撃を敢行し、4月中に駐留機や施設を破壊し、無力化に成功した。再建不能の被害を受けた出水飛行場は再び耕作地に戻ることになる。全焼を免れた第二航空隊の諸施設は、鹿児島大空襲で全焼した第七高校が一時疎開して活用した。一帯は「平和町」と命名され、飛行場跡は出水自動車教習所や出水ゴルフクラブ、第二航空隊跡は出水市立下水流小学校に転用されている。掩体壕２基と特攻隊慰霊碑、地下壕のほかには面影はほとんど残っていない。

## 光州海軍航空隊
第一出水海軍航空隊は、全羅南道光州郡光州（クァンジュ）に移転し、甲飛13期（飛練40期）の練成を継続した。昭和10年に朝鮮航空事業社が京城-光州の旅客航路を開く際に造成したもので、陸軍が昭和17年より接収していた。現在の光州国際空港は1951年に新設された飛行場であり、光州空とは関係ない。
- 昭和20年（1945年）

2月11日　開隊。第十二連合航空隊に編入。
5月5日　十二連空は第十航空艦隊第十二航空戦隊に転籍。実施部隊となる。
終戦後解隊。
実施部隊への転用訓練が図られたが、実戦投入を迎える前に終戦となった。

### 主力機種
- 九三式中間練習機など各種陸上練習機

### 歴代司令
- 高尾儀六（昭和20年2月11日出水空司令より留任－）
- 福田太郎（昭和20年7月頃－終戦後解隊）